# Peter Hoffmann (Politiker, 1953)
Peter Hoffmann (* 29. November 1953 in Dessau; † 25. April 2021) war ein deutscher Politiker (PDS). Er war von 1998 bis 2002 Mitglied im Landtag Sachsen-Anhalt.

## Ausbildung und Leben
Peter Hoffmann beendete 1970 die Polytechnische Oberschule (POS) nach der 10. Klasse und schloss 1982 die Fachschule als Ing.-Ökonom ab. 
Peter Hoffmann war konfessionslos, verheiratet und hatte zwei Kinder.

## Politik
Peter Hoffmann war 1996 bis Juni 1999 Stadtvorstandsmitglied der PDS Dessau und von 1990 bis 1994 Stadtverordneter in Dessau. Er wurde bei der Landtagswahl in Sachsen-Anhalt 2002 über die Landesliste in den Landtag gewählt. Im Landtag war er Mitglied im Ausschuss für Wohnungswesen, Städtebau und Verkehr.
Seit 1990 war er Vorsitzender des Behindertenverbandes Dessau und 1994 bis Juni 1999 Vorsitzender des Behindertenbeirates Dessau, 1991 bis 1995 war er Schwerbehindertenvertrauensmann bei der Waggonbau Dessau.